# Ілан Шор
Ілан Шор — молдовський проросійський політик, бізнесмен, колишній голова забороненої в Молдові партії «Шор». З 1 липня 2015 по 19 квітня 2019 року — примар (мер) міста Оргіїв, з 9 березня 2019 — депутат Парламенту Молдови. Власник футбольного клубу Мілсамі, член Ради з адміністрування Кишинівського аеропорту. Одружений зі співачкою Жасмін. Оголошений у міжнародний розшук у справі про вкрадений мільярд.

## Життєпис
Народився в місті Тель-Авіві у 1987 році в сім'ї молдовського бізнесмена Мирона Шора, який емігрував до Ізраїлю у 1970-х. На початку 1990-х років сім'я повернулася до Молдови.
В Молдові займався підприємницькою та політичною діяльністю.
21 червня 2017 року Ілана Шора було засуджено Кишинівським судом до 7 років і 6 місяців позбавлення волі, з відбуванням покарання в напівзакритій пенітенціарній установі, у справі про «крадіжку мільярда доларів» з банківської системи Республіки Молдова. Вирок було оскаржено, і доки справа розглядалася в апеляційній інстанції, Шор був поміщений під судовий контроль, але після зміни влади в 2019 році він втік за кордон та до 6 листопада 2023 року переховувався в Ізраїлі.
26 жовтня 2022 року Міністерство фінансів США запровадило санкції проти Ілана Шора через його зв'язки з російським урядом. 9 грудня 2022 року потрапив під санкції Великої Британії.
13 квітня 2023 року Шора заочно засудили до 15 років в'язниці за відмивання грошей. Також суд заборонив Шору обіймати посади в банківській системі впродовж п'яти років та здійснив конфіскацію його активів на користь держави.

## Політика
2022 року, після російського вторгнення в Україну, партія «Шор» почала взаємодіяти з російською владою, депутати відвідали Москву та налагодили міжпартійні контакти. Після цього партія організовувала протестну діяльність проти уряду президента Молдови Маї Санду.
19 червня 2023 року, згідно повідомлення Радіо Свобода, Конституційний суд Молдови визнав проросійську партію «Шор» «неконституційною» та розпустив її.
15 травня 2024 року Міністерство юстиції Молдови звернулося до суду з проханням заборонити на шість місяців діяльність проросійської партії «Шанс», афілійованої з Іланом Шором. «Шанс» виник після того, як Конституційний суд Молдови визнав неконституційним інший політичний проєкт Шора, однойменну політичну партію, і заборонив її діяльність через зв'язки з Росією. Башкан Гагаузії Євгенія Гуцул, за даними США, є учасницею злочинного угруповання Шора, за що на неї було накладено американські санкції.
У липні 2025 року Центральна виборча комісія Молдови відмовила блоку «Побєда» Ілона Шору в реєстрації на парламентських виборах.

## Корупція
У 2015 році Шора заарештували за звинуваченням у відмиванні і незаконному привласненні коштів. За даними слідства, Шору зміг легалізувати $335 млн із викраденого $1 млрд.
У червні 2015 року, перебуваючи під домашнім арештом, він зареєструвався як кандидат на посаду мера Оргеєва (п'ятого за величиною населеного пункту Молдови). Був випущений з-під арешту для участі у виборчій кампанії. Виграв вибори в першому турі, після чого прокурори не стали повертати щодо Шора запобіжні заходи. У жовтні 2015 року Шор здійснив «явку з повинною» у Національний центр боротьби з корупцією (НЦБК), на 10 сторінках виклавши прокурорам історію «корупційних дій» з боку колишнього прем'єр-міністра Влада Філата. За його словами, за надання різних послуг і сприяння бізнесу Шора, Філат отримав від нього за кілька років близько 250 мільйонів доларів. На підставі свідчень Шора Філат був засуджений до дев'яти років позбавлення волі. Влад Філат спільні справи з Іланом Шором заперечував.
У 2023 році депутат Нестеровський, який діяв в інтересах злочинного угрупування Шора, завербував для створення нової проєвропейської партії колишню депутатку (входила до парламенту з 2019 до 2021 р.) Аріну Спатару. Спатару зв'язалася з молдовськими спецслужбами, повідомивши про фінансову пропозицію з боку Шора в обмін на створення підконтрольної йому проєвропейської партії. За словами Спатару, у приватній бесіді Шор зізнався їй, що гроші на фінансування підконтрольних йому партій надходять із Росії. Політичний аналітик Віктор Чобану вважає, що «для Росії на тлі відсутності успіхів у війні проти України важливо здобути геополітичну перемогу невійськовим методом у Молдові», і в цьому їм має допомогти Ілан Шор.
У 2023 році, після розгляду справи Апеляційною палатою Кишинева, Єврокомісія назвала вирок лідеру проросійської молдовської партії «Шор» Ілану Шору важливим кроком для правосуддя і боротьби з корупцією в Молдові.
Майя Санду назвала політичну партію «Шор» партією, що створена з корупції і для корупції.
Партія соціалістів Республіки Молдова (ПСРМ) стверджує, що екс-депутат-утікач Ілан Шор масово підкупав її членів, використовуючи «партію-клон» Renaștere («Відродження»), яка з'явилася в полі зору громадськості після вступу до неї кількох депутатів-соціалістів у травні 2023 року.
Ілан Шор перебуває під санкціями ЄС, Швейцарії та США за спроби дестабілізувати ситуацію в країні.

## Розслідування

### Банківське шахрайство
У квітні 2023 року Апеляційна палата Кишинева засудила Ілана Шора у справі про банківське шахрайство до 15 років заочно за викрадення мільярда лей із банківської системи Молдови. 13 грудня 2024 року Верховний суд Молдови залишив вирок без змін, відхиливши апеляцію адвокатів Шора

## Зв'язки з Росією
За даними розслідування RISE Moldova (партнера OCCRP), інвестиційну програму Шора фінансував Віктор Гуцуляк, колишній працівник молдовських правоохоронних органів та підозрюваний у відмиванні грошей для організованого злочинного угрупування під керівництвом Шора, живе в Москві. У серпні 2023 року, напередодні виборів, Шор повідомив про запуск програми «Молдовське село», що мала на меті протягом трьох років видати кожній примерії 20 мільйонів леїв ($1,1 млн) через його фонд Visul meu («Моя мрія»). За місяць кілька примерій підписали спонсорські контракти, але не з фондом Шора, а з 61-річним громадянином Ізраїлю Ігалом Шведом.
За даними Служби інформації та безпеки, гроші Шведа надійшли з Росії, а сам він є громадянином Росії. Гуцуляк отримав 166 млн рублів (близько 2 млн євро) від Анастасії Дронової, причетної до російських олігархічних груп. За даними RISE Moldova, після арешту коштів Шведа, Шор став використовувати для виведення грошей у Молдову кур'єрів, які перевозять готівку.
Згідно з розслідуванням Washington Post, 2020 року ФСБ почала співпрацювати з партією «Шор». Політтехнологи партії намагалися стерти якомога більше інформації про «негативне минуле» політика (WP припускає, що йдеться про судимість Шора) і спробувати відбілити його імідж в інтернеті. Також вони радили пропонувати журналістам гроші за видалення статей. Контроль над двома основними проросійськими телеканалами Молдови було передано соратнику Шора. Канали стали основною платформою для просування отриманого з РФ порядку денного. Коли у 2020 році Шора мав конфлікт із молдовською владою, ФСБ допомогла йому передати один із ключових активів (акції кишинівського аеропорту) російському бізнесменові Андрію Гончаренку. Шор заявив, що не володіє часткою, але в документах ФСБ від 2020 року аеропорт згадується як «актив Шора».
2024 року низка політиків, пов'язаних із групою Шора, створили в Москві політичний блок «Победа», мета якого — зміцнити опозицію, прямо або побічно об'єднану колишньою партією «Шор», проти нинішнього уряду та змінити проєвропейську орієнтацію Молдови, відновивши відносини з РФ і Євразійським економічним союзом. Політичні аналітики з Кишинева стверджують, що створення блоку «Победа» в Москві поклало початок кампанії з дестабілізації країни. Вони також стверджують, що ця подія не відбулася б без участі спецслужб РФ, і що Шор перебуває під контролем московських служб. Президент Молдови Мая Санду закликала громадян країни зібратися 21 травня 2023 року на площі Великих національних зборів у Кишиневі для підтримки європейської інтеграції.
У розслідуванні Reset для Wired 10 січня 2024 року, йдеться, що 2023 року Шор витратив понад $200 тис. на рекламні кампанії в соцмережах, що просували інтереси Кремля в Молдові. Видання нагадує, як у лютому 2023 року стало відомо, що компанія Meta дозволяла Шору розміщувати в соцмережах платну рекламу із закликами до протестів у Молдові. Це сталося всупереч санкціям США, які забороняють американським компаніям брати участь у фінансових операціях із підсанкційними особами та групами. Після цього в Meta заявили, що заборонять розміщення реклами Шора. Однак, Шор продовжили рекламну кампанію для дестабілізації виборів у Молдові та для перешкоджання європейській інтеграції країни. За даними розслідування, за 6 місяців Шор використовував у Facebook понад 100 фальшивих сторінок, щоб запустити сотні рекламних оголошень, які були переглянуті понад 155 млн разів і які принесли Мета не менше, ніж $200 тис. доходу.